# Municipio de Grass
El municipio de Grass (en inglés: Grass Township) es un municipio ubicado en el condado de Spencer en el estado estadounidense de Indiana. En el año 2010 tenía una población de 1241 habitantes y una densidad poblacional de 10,49 personas por km².

## Geografía
El municipio de Grass se encuentra ubicado en las coordenadas 37°59′55″N 87°4′56″O / 37.99861, -87.08222. Según la Oficina del Censo de los Estados Unidos, el municipio tiene una superficie total de 118.34 km², de la cual 117,49 km² corresponden a tierra firme y (0,72 %) 0,85 km² es agua.

## Demografía
Según el censo de 2010, había 1241 personas residiendo en el municipio de Grass. La densidad de población era de 10,49 hab./km². De los 1241 habitantes, el municipio de Grass estaba compuesto por el 97,74 % blancos, el 0,4 % eran afroamericanos, el 0,16 % eran asiáticos, el 0,73 % eran de otras razas y el 0,97 % eran de una mezcla de razas. Del total de la población el 1,05 % eran hispanos o latinos de cualquier raza.